# Mariusz Sirko
Mariusz Sirko (ur. 22 maja 1986) – polski snookerzysta. Mieszka w Lublinie, gdzie trenuje w klubie Stolarnia. Jego najwyższy break turniejowy to 100 punktów, a treningowy 137. Jest w kadrze narodowej od 2007 roku.

## Osiągnięcia

### Krajowe
- Brązowy medal Mistrzostw Polski 2010, Warszawa
- Brązowy medal Mistrzostw Polski 2009, Lublin
- Brązowy medal Drużynowych Mistrzostw Polski 2008, Kalisz
- Drużynowy Mistrz Polski 2007, Kalisz
- Mistrz Polski U-21 2007, Warszawa
- Mistrz Polski U-21 2006, Zielona Góra

### Zagraniczne
- 1/16 finału Mistrzostw Europy 2009, Belgia (Duffel)
- 1/4 finału International Open 2009, Belgia (Duffel)
- 1/16 finału Mistrzostw Europy 2008, Lublin

## Turnieje rangi PORS
2010
- I miejsce PORS  Lublin
- II miejsce PORS  Lublin
- II miejsce PORS  Lublin

2009
- III miejsce PORS  Lublin
- III miejsce PORS  Łódź
- III miejsce PORS  Lublin

2008
- II miejsce PORS  Kalisz
- II miejsce PORS  Lublin
- I miejsce PORS  Łódź
- II miejsce PORS  Łódź
- II miejsce PORS  Warszawa

2007
- III miejsce PORS  Warszawa
- II miejsce PORS  Kalisz
- III miejsce PORS  Kraków
- I miejsce PORS  Warszawa
- III miejsce PORS  Szczecin

2006
- I miejsce PORS  Lublin
- III miejsce PORS  Lublin
- III miejsce PORS  Gdańsk

## Klimat Cup
W pokazowym turnieju Klimat Cup brał udział dwukrotnie. W 2008 roku przegrał wszystkie mecze w grupie. Rok później doszedł aż do finału przegrywając 4:2 z Jarosławem Kowalskim. Wówczas Mariusz Sirko wbił swojego najwyższego breaka w karierze - 100 punktów.